# Nowiny Szląskie
Nowiny Szląskie – luterański tygodnik wydawany w języku polskim (drukowany szwabachą) o tematyce religijnej i społecznej, przeznaczony zgodnie z podtytułem dla polskojęzycznej ludności śląskiej wyznania ewangelickiego, wydawany w latach 1884–1891.

## Historia
Pierwszy numer pisma ukazał się we Wrocławiu 19 stycznia 1884 r. w drukarni T. Schatzky'ego przy Wallstrasse 14B (ob. ul. Włodkowica). Tygodnik wychodził w każdą sobotę i kosztował 80 fenigów kwartalnie. Funkcję redaktora odpowiedzialnego i nakładcy pełnił Jerzy Badura, pastor w Międzyborzu, a następnie K. Baum i S. Grygier, „księgarz we Wołowie”. Od roku 1887 pismo ukazywało się pod tytułem „Nowiny” w Ełku, dokąd je przeniesiono z powodu wzrostu liczby czytelników z Warmii i Mazur, a także ze względu na nieprzychylność wrocławskiej administracji dla polskiej prasy na Śląsku (np. kary pieniężne za używanie j. polskiego). Pomysłodawcą i mecenasem gazety był Alfons Parczewski, prawnik i działacz społeczny. Z pismem współpracował też Antoni Baderski, asystent w Bibliotece Uniwersyteckiej we Wrocławiu.
„NS” zamieszczały kazania ewangelickie, powiastki umoralniające dla ludu, artykuły na temat dziejów reformacji, wspomnienia o wybitnych pastorach, sylwetki biograficzne, poezję okolicznościową, wiadomości kulturalne i gospodarcze, ogłoszenia i apele. Społeczno-informacyjna część tygodnika składała się z kilku stałych działów i rubryk: „Co słychać na świecie”, „Z kościoła i o kościele”, „Wiadomości z Szląska i okolicy”, „Z książek i o książkach”, „Ceny targowe”, „Notatki przyrodnicze”, „Korespondencje”, „Zagadki”. Zachowując charakter lojalistyczny, gazeta wspierała działalność polskich ewangelików, integrowała polskojęzyczną mniejszość pruskiego Śląska, odgrywała rolę oświatową i wychowawczą wobec śląskiego ludu, postulowała wprowadzenie j. polskiego do szkół.